# Brachystegia boehmii
Brachystegia boehmii es una especie de árbol perteneciente a la familia de las fabáceas. Es originario del este y sur de  África. Forma una parte importante de los bosques de miombo. Esta particular especie de Brachystegia se encuentra en el sudoeste de Botsuana.

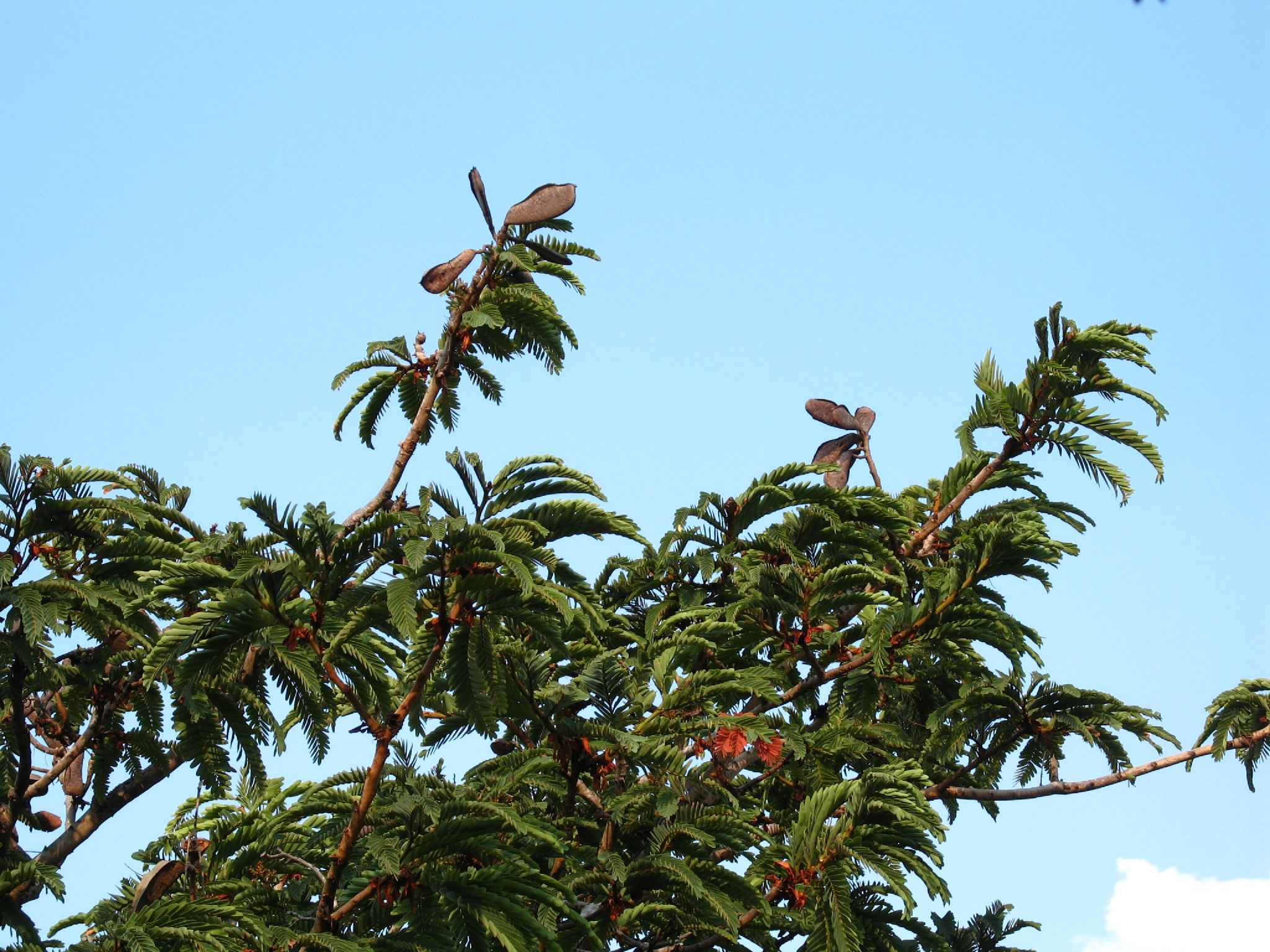
En Harare, Zimbabwe.

## Descripción
Es un árbol que alcanza los  5-15 (-25) m de altura, con la corona superior plana y la difusión  ascendente de ramas robustas, a menudo escasas, ramitas gruesas, cortas, con largas hojas colgantes formando mechones.

## Ecología
Se encuentra en los bosques abiertos, en el bosque caducifolio, normalmente en los suelos más pobres, y suelos poco profundos, aluviales, sobre todo en mal drenados, ± sitios planos o poco profundos, especialmente en esquistos, cuarcitas y calizas cristalinas lixiviadas, mineral de hierro, comunes en suelos rocosos rojizos; etc.

## Usos
La madera es de color rojizo marrón, es pesada, dura y fuerte, con un suave  grano. No es fácil de trabajar ya que las herramientas se embotan rápidamente.
En la cultura Shona, las infusiones de la hoja del árbol se han utilizado tradicionalmente para el tratamiento del estreñimiento y lumbago entre otras cosas.

## Taxonomía
Entandrophragma angolense fue descrita por Paul Hermann Wilhelm Taubert y publicado en Die Pflanzenwelt Ost-Afrikas C 197. 1895.
Sinonimia
- Brachystegia boehmii var. katangensis (De Wild.) Hoyle
- Brachystegia katangensis De Wild.
- Brachystegia ferruginea De Wild. (1928)
- Brachystegia ferruginea var. angustifoliotata De Wild.
- Brachystegia ferruginea var. interrupta De Wild.
- Brachystegia ferruginea var. querrei De Wild.
- Brachystegia ferruginea var. robynsii De Wild.
- Brachystegia filiformis Hutch. & Burtt Davy (1923)
- Brachystegia flagristipulata Taub. (1895)
- Brachystegia hopkinsii Suess. (1951)
- Brachystegia malengensis De Wild. (1929)
- Brachystegia woodiana Harms (1901)[2][3]